# Szvámi Visnu-dévananda

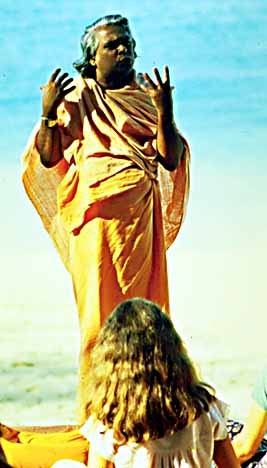
Szvámi Visnu-dévananda, a mester és tanító

Szvámi Visnu-dévananda (1927. december 31. – 1993. november 9.) a jóga mestere és tanítója a délnyugat-indiai Kerala államban, egy Nair kaszthoz tartozó családban született.. 

## Élete
Iskoláinak elvégzését követően rövid ideig tanítással foglalkozott, majd belépett az indiai hadseregbe. 
Egy alkalommal, amikor egy elkeveredett iratot keresett, kezébe került Szvámi Sivananda értekezése, mely a Szadhána Tattva címet viselte. Szvámi Sivananda gyakorlatias útmutatása felkeltette érdeklődését, eltávozást kért, és Risikesbe utazott, hogy találkozzon a szerzővel. A későbbiekben rendszeresen visszatért ide, majd 1947-ben, mesterének hatvanadik születésnapján tartott ünnepségen Szvámi Sivananda arra biztatta, hogy maradjon vele, ő elfogadta a meghívást.
1949 februárjában, Mahasivaratri ünnepén a Szannyaszin rend tagjává avatták. Ekkor kapta meg a Szvámi Visnu-dévananda nevet.  

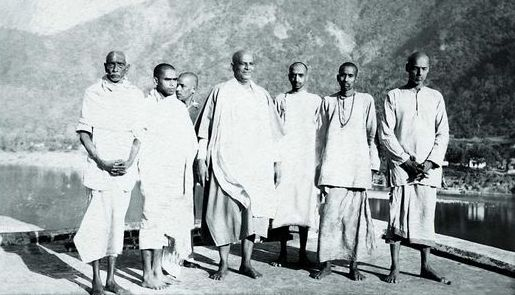
Szvámi Visnu-dévananda Szannyaszinná történő beavatásának napján mesterével, és más tanítványokkal, 1949. február 25., Mahashivratri napja, balról a második alak

Az ásramba (a tanító által létrehozott iskolába) érkezésének időszakában fokozott érdeklődéssel fordult a hatha-jógatechnikák felé. Mestere segítségével, aki hamar felismerte tanítványa képességeit, a hatha-jóga szakértőjévé vált. Az ásramban létesült Forest Akadémián több éven át tanított ezen a képzési területen. 
Az 1955-56-ban az ásram nehéz pénzügyi körülmények között működött. Ebben az időszakban vette át a titkári feladatkört, és irányította teljes felelősséggel annak életét. Az itt szerzett tapasztalatait hasznosította akkor, amikor tanítványai unszolására külföldre látogatott, és rövid malajziai, hongkongi és japán kitérőt követően a kanadai Montréalba érkezett, azzal a szándékkal, hogy ott megalapítsa az első állandó Sivananda jógaközpontot. Hamarosan újabb jógaintézményt nyitott az Egyesült Államokban, majd ezt követően Európában, és Indiában is.
1969-ben indította útjára azt a képzési programot, mely a Yoga Teacher Training Course nevet viseli. Ennek az a célja, hogy minden jövőbeni vezetőhöz eljuttassa a jógikus alapokon nyugvó alapelveket, melyek által a világ felelős polgáraivá válhatnak. A kurzus legfőbb üzenete: „Ha az egyes emberekben nincs meg a belső béke, akkor a közösség sem élhet nyugalomban. ” 
Az ezredfordulóra Szvámi Visnu-dévananda neve és munkássága már nemzetközileg elismertté vált. Számtalan országban nyíltak jógaközpontok, melyek a Szvámi Sivananda által megalkotott jógarendszer alapján képzik az érdeklődőket. A Visnu-dévananda által megalapozott, illetve létrehozott intézmények fontos szerepet töltenek be abban, hogy e tanítások hitelesen juthassanak el a követőkhöz. Szerzője a „The Complete Illustrated Book of Yoga” könyvnek, mely a magyarországi Sivananda Jógaközpontokban a jógaoktatók képzésének alaptankönyve.
1993. november 9-én az észak indiai Uttarakhandban halt meg. Testét a Gangeszbe helyezték, mellyel a temetési rituálé során - a hagyományos felfogás szerint - eggyé vált.